# Рамсей, Уильям, 1-й граф Далхаузи
Уильям Рамсей, 1-й граф Далхаузи (англ. William Ramsay, 1st Earl of Dalhousie; 1590 — 12 февраля 1673) — шотландский пэр, армейский офицер и политик.

## Ранняя жизнь
Родился в 1590 году в замке Далхаузи, Мидлотиан, Шотландия. Старший сын Джорджа Рамсея, 1-го лорда Рамсея из Далхаузи, и Маргарет Дуглас, дочери Джорджа Дугласа из Хеленхилла, брата Уильяма Дугласа, 7-го графа Мортона, и Роберта Дугласа, графа Бьюкена.
Он представлял бург Монтроз в парламент Шотландии в 1617 и 1621 годах. 21 июля 1618 года он получил от короля хартию на баронство Далхаузи и земли Керингтона в Мидлотиане. Он стал преемником своего отца в 1629 году и по случаю коронации Карла I в Шотландии 29 июня 1633 года получил титулы графа Далхаузи и лорда Рамсея из Каррингтона с правом передачи его наследникам мужского пола.

## Карьера
Далхаузи был среди уполномоченных, назначенных для подписания королевского соглашения, которые были сторонниками ковенанта. Он подписал пасквиль против епископов, представленный в том же году пресвитерии Эдинбурга. Он подписал письмо лордов соглашения от 19 апреля 1639 года графу Эссексу и служил полковником в армии соглашения, которая заняла позицию на Данс-Ло, чтобы воспрепятствовать продвижению Карла I на север в Первой епископской войне. Он также служил полковником в армии соглашения, которая в августе 1640 года пересекла реку Твид и вторглась в Англию.
На парламенте, состоявшемся в Эдинбурге в ноябре 1641 года, имя лорда Далхаузи было включено в новый список тайных советников, чтобы заменить других, выбранных королем. Далхаузи участвовал в кампании в Англии в 1644 году, командуя конным полком, но осенью его вызвали из Англии со своим полком, чтобы отправиться на север Шотландии, чтобы помочь маркизу Аргайлу против маркиза Монтроза. 2 августа 1645 года второй сын Монтроза Джеймс, лорд Грэм, который был заключен в Эдинбургский замок, был помещен к лорду Далхаузи для обучения.
В октябре 1646 года лорд Далхаузи был назначен на должность верховного шерифа графства Эдинбург. В мае 1648 года он был назначен полковником кавалерии Мидлотиана для участия в битве в интересах Карла I; но, по-видимому, не принял эту должность, оставаясь близким сторонником герцога Аргайла. Он был одним из четырнадцати дворян, присутствовавших на заседании парламента в январе 1649 года, когда был принят суровый акт против тех, кто принимал участие в битве. В марте 1651 года он был назначен Карлом II полковником Мидлотиана.
За поддержку Карла II лорд Далхаузи был оштрафован по Акту Кромвеля о помиловании 1654 года. Он умер в ноябре 1672 года в замке Далхаузи, Мидлотиан, Шотландия.

## Семья
3 октября 1617 года Уильям Рамсей женился первым браком на леди Маргарет Карнеги (? — апрель 1661), старшей дочери Дэвида Карнеги, 1-го графа Саутеска (1575—1658), и Маргарет Линдси. У лорда Далхаузи было четыре сына и три дочери:
- Джордж Рамсей, 2-й граф Далхаузи (? — 11 февраля 1674), старший сын и преемник отца.
- Капитан Достопочтенный Джон Рамсей
- Достопочтенный Джеймс Рамсей
- Капитан Достопочтенный Уильям Рамсей
- Леди Марджори Рамсей, замужем за Джеймсом Эрскином, 7-м графом Бьюкеном (? — 1664)
- Леди Энн Рамсей, в 1644 году она вышла замуж в первый раз за Джона Скримджера, 1-го графа Данди (? — 1668), а во второй раз — за сэра Генри Брюса из Клакманнана
- Леди Магдалина Рамсей, умерла незамужней.

От своей второй жены, Джокосы Эпсли, дочери сэра Алана Эпсли (1567—1630), лейтенанта Тауэра, вдовы Листера Бланта, сына сэра Ричарда Бланта, он не оставил потомства.